# Vetenskapsåret 1729

## Händelser
- Den engelske optikern Chester Moor Hall utvecklar den akromatiska linsen, som ofta används i små astronomiska kikare.
- Stephen Gray upptäcker elektrisk ledning.
- Pierre Bouguer grundlägger fotometrin med Essai optique sur la gradation de la lumière.

### Astronomi
- 9-16 januari - James Bradley beskriver, i ett brev Edmond Halley och uppläsning för Royal Society, sin upptäckt av stjärnljusets aberration.[1]

### Biologi
- Okänt datum - Mark Catesby börjar i London publicerar delar av The Natural History of Carolina, Florida and the Bahama Islands, som blir det första publicerade verket om  Nordamerika flora och fauna.[2]

## Fysik
- Stephen Gray upptäcker elektrisk ström.[3]

### Matematik

#### Okänt datum
- Andrew Motte publicerar The Mathematical Principles of Natural Philosophy, den första engelska översättningen av Isaac Newtons Philosophiæ Naturalis Principia Mathematica (utgiven först 1687, Motte översatte utgåvan från 1726). [4]

## Födda
- 2 januari - Johann Daniel Titius (död 1796), tysk astronom.
- 12 januari - Lazzaro Spallanzani (död 1799), fransk biolog.
- 31 januari - Pehr Löfling (död 1756), svensk botaniker,  en av Linnés lärjungar.
- 3 augusti - Anton Rolandsson Martin (död 1785, svensk botaniker, en av Linnés lärjungar.
- 22 oktober - Johann Reinhold Forster (död 1798), tysk etnolog och ornitolog.
- 11 november - Louis Antoine de Bougainville (död 1811), fransk upptäcktsresande.
- 21 november - Josiah Bartlett (död 1795), amerikansk fysiker.
- Carl Fredrik Hoffberg (död 1790), svensk botaniker.

## Avlidna
- 31 januari - Jakob Roggeveen (född 1659), holländsk upptäcktsresande.
- 2 mars - Francesco Bianchini (född 1662), italiensk filosof och forskare.
- 5 augusti - Thomas Newcomen (född 1664), engelsk uppfinnare.
- 1 december - Giacomo Filippo Maraldi (född 1665), fransk-italiensk astronom.

### Fotnoter
1. ↑  Date clarified in: Sarton, George (14 mars 1931). ”Discovery of the Aberration of Light”. Isis "16" (2):  s. 233. http://links.jstor.org/sici?sici=0021-1753(193111)16%3A2%3C233%3ADOTAOL%3E2.0.CO%3B2-Z. Läst 23 mars 2011.
2. ↑  Hepper, F. Nigel (2004). ”Catesby, Mark (1683–1749)”. Oxford Dictionary of National Biography. Oxford University Press. http://www.oxforddnb.com/view/article/4882. Läst 23 mars 2011. (Prenumeration eller UK public library-medlemskap krävs)
3. ↑  Westfall, Richard S.. ”Gray, Stephen”. The Galileo Project. http://galileo.rice.edu/Catalog/NewFiles/gray.html.
4. ↑  Steinbock, R. Ted (2006). ”Isaac Newton and the Scientific Revolution”. Centre College. Arkiverad från originalet den 19 september 2006. https://web.archive.org/web/20060919000638/http://www.centre.edu/web/news/2006/Newton_one.pdf.